# Базилика Святейшего Сердца Иисуса (Чарлстон)
Базилика Святейшего Сердца Иисуса (англ. Basilica of the Sacred Heart ) — католический собор в городе Чарлстон, Западная Виргиния, США. Сокафедральный собор епархии Уилинг-Чарлстона. Находится на территории исторического района « Downtown Charleston», который входит в состав Национального реестра исторических мест США.

## История
Первые католические священники появились в Западной Виргинии в 1832 году. В 1836 году священник Александр Хитцельбергер во время посещения родственников в Чарлстоне отслужил мессу в здании суда в Чарлстоне. В 1842 году епископ Ричмонда Ричард Винсент Уилан посетил Чарлстон. 19 июня 1850 году Святой Престол учредил епархию Уилинга. В 1862 году в Уилинге постоянно поселился священник Стенджер. Из-за гражданской войны он покинул Уилинг и возвратился в 1866 году. Из-за того, что в Уилинге не было католического храма, он служил литургию на втором этаже одного из магазинов на Фронт-стрит.
1 августа 1866 года епископ Ричард Винсент Уилан приобрёл в Чарлстоне двухэтажное кирпичное здание, в котором был создан приход Святейшего Сердца Иисуса и приходская школа. В 1869 году была построена временная небольшая церковь Святейшего Сердца Иисуса. В 1889 году священник Стенджер начал строительство нового храма по проекту архитектора Х. Лоу. Первая месса в новом храме была отслужена в 1897 году. После смерти священника Стеджера в 1900 году в храме с апреля 1901 года стали служить монахи из ордена капуцинов, которые в 1902 году построили новый приходской дом. В 1905 году в храме был установлен первый орган. В 1909 году был установлен новый мраморный главный алтарь с витражами из Германии в алтарной части. В 1948 году первый орган был заменён на новый фирмы Wurlitzer. В 1950—1951 годах был отремонтирован внутренний интерьер храма. Современные скамьи были установлены в 1958 году.
4 октября 1974 года Римский папа Павел VI преобразовал епархию Уилинга в новую епархию Уилинга-Чарлстона, после чего церковь Святейшего Сердца Иисуса в Чарлстоне получила статус сокафедрального собора епархии. 9 ноября 2009 года римский папа Бенедикт XVI придал храму статус малой базилики.